# Okręty podwodne typu Amphitrite
Okręty podwodne typu Amphitrite – francuskie oceaniczne okręty podwodne z czasów I wojny światowej i okresu międzywojennego. W latach 1911–1918 w stoczniach Arsenal de Rochefort, Arsenal de Toulon i Arsenal de Cherbourg zbudowano osiem okrętów tego typu. Jednostki weszły w skład Marine nationale w latach 1915–1918, służąc na Morzu Śródziemnym i Adriatyku. Podczas wojny utracono jedną jednostkę („Ariane”), a pozostałe zostały skreślone z listy floty w latach 1925-1935.

## Projekt i budowa
Okręty podwodne typu Amphitrite zamówione zostały na podstawie programu rozbudowy floty francuskiej z 1909 roku. Jednostki zaprojektował inż. Julien Hutter, ulepszając swój projekt okrętów typu Clorinde.
Spośród ośmiu okrętów typu Amphitrite dwa zbudowane zostało w Arsenale w Rochefort, cztery w Arsenale w Tulonie i dwa w Arsenale w Cherbourgu. Stępki okrętów położono w latach 1911–1912, zostały zwodowane w latach 1914–1916, a do służby przyjęto je w latach 1915–1918. Dwie jednostki („Astrée” i „Amarante”) przebudowano w Hawrze na podwodne stawiacze min. Nazwy nawiązywały do mitologicznych postaci. Okręty otrzymały numery burtowe Q94-Q101.
| Okręt               | Stocznia             | Początek budowy | Wodowanie            | Wejście do służby |
| ------------------- | -------------------- | --------------- | -------------------- | ----------------- |
| „Amphitrite” (Q94)  | Arsenal de Rochefort | 1911            | 9 czerwca 1914       | 1915              |
| „Astrée” (Q95)      | Arsenal de Rochefort | 1912            | 6 grudnia 1915       | czerwiec 1918     |
| „Artémis” (Q96)     | Arsenal de Toulon    | 1911            | 14 października 1914 | 1915              |
| „Aréthuse” (Q97)    | Arsenal de Toulon    | 1912            | 20 kwietnia 1916     | 1916              |
| „Atalante” (Q98)    | Arsenal de Toulon    | 1912            | 14 kwietnia 1915     | 1915              |
| „Amarante” (Q99)    | Arsenal de Toulon    | 1912            | 11 listopada 1915    | wrzesień 1918     |
| „Ariane” (Q100)     | Arsenal de Cherbourg | 1911            | 5 września 1914      | 1915              |
| „Andromaque” (Q101) | Arsenal de Cherbourg | 1912            | 13 lutego 1915       | 1916              |

## Dane taktyczno–techniczne

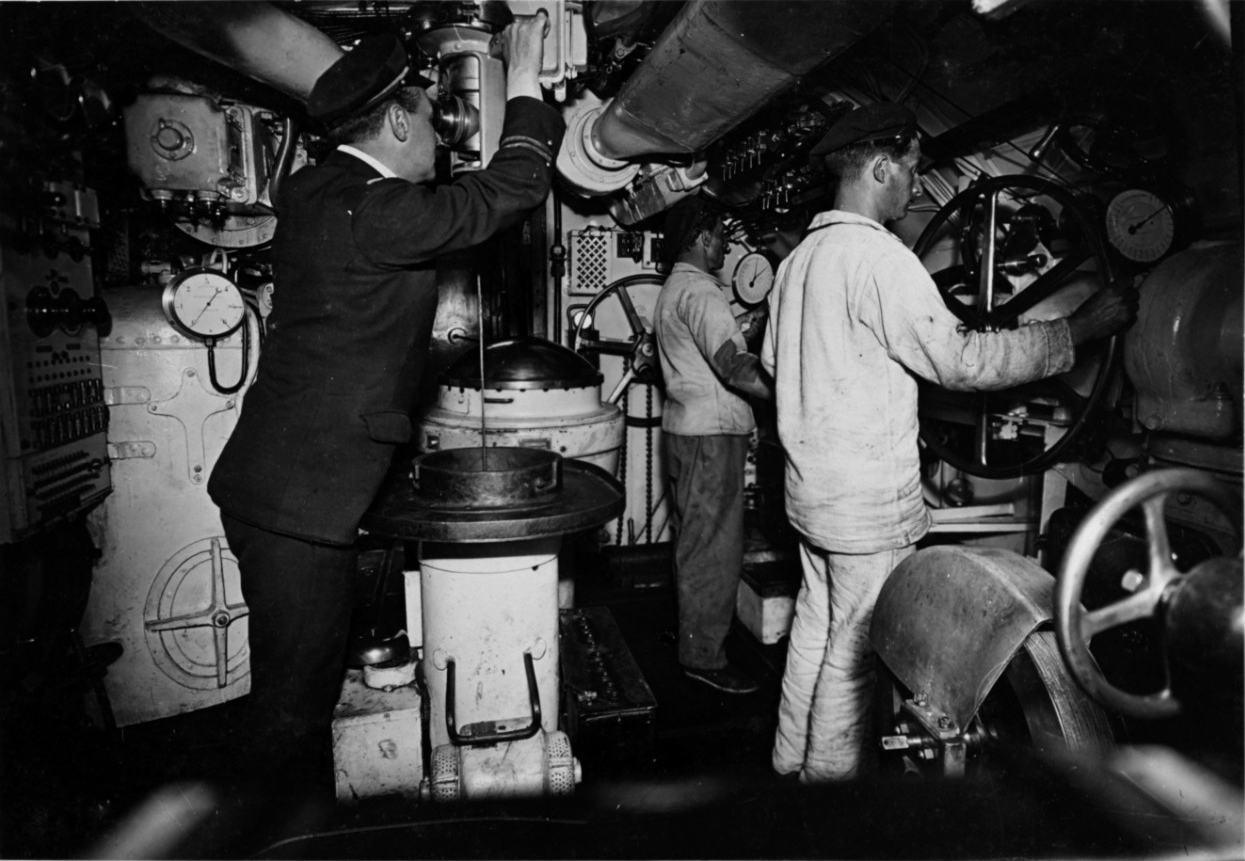
Wnętrze „Andromaque” (przed 1926 r.)

Okręty podwodne typu Amphitrite były średniej wielkości oceanicznymi okrętami podwodnymi o konstrukcji dwukadłubowej. Długość całkowita wynosiła 53,9 metra, szerokość 5,4 metra i zanurzenie 3,3 metra. Wyporność w położeniu nawodnym wynosiła 414 ton, a w zanurzeniu 609 ton (wyporność podwodnych stawiaczy min „Astrée” i „Amarante” wynosiła 440 ton na powierzchni i 610 ton w zanurzeniu). Okręt napędzany był na powierzchni przez dwa dwusuwowe silniki wysokoprężne MAN (wyprodukowane na licencji we francuskich firmach Chaléessière, Loire, Indret i Schneider) o łącznej mocy 800 koni mechanicznych (KM). Napęd podwodny zapewniały dwa silniki elektryczne Nancy o łącznej mocy 700 KM. Dwuśrubowy układ napędowy pozwalał osiągnąć prędkość 13 węzłów na powierzchni i 9,5 węzła w zanurzeniu. Zasięg wynosił 1300 Mm przy prędkości 10 węzłów w położeniu nawodnym oraz 100 Mm przy prędkości 5 węzłów pod wodą.
Okręty były wyposażone w osiem zewnętrznych wyrzutni torped kalibru 450 mm: dwie na dziobie jednostki oraz sześć systemu Drzewieckiego, z łącznym zapasem 8 torped. Uzbrojenie artyleryjskie stanowiło działo pokładowe kal. 47 mm M1902 L/50, wymienione przed końcem wojny na działo kal. 75 mm M1897 L/35.
Załoga pojedynczego okrętu składała się z 29 oficerów, podoficerów i marynarzy.

## Służba
Okręty typu Amphitrite służyły podczas wojny na Morzu Śródziemnym i Adriatyku. „Ariane” została zatopiona 19 czerwca 1917 roku, storpedowana nieopodal Bizerty przez niemiecki okręt podwodny SM UC-22 (śmierć poniosło 21 członków załogi). Pozostałe jednostki przetrwały wojnę i zostały skreślone z listy floty w latach 1925-1935.